# Ekipa (serial telewizyjny 2007)
Ekipa – polski serial telewizyjny typu political fiction, emitowany od 13 września do 6 grudnia 2007 w telewizji Polsat. Był pierwszą produkcją tego typu w Polsce i jednocześnie pierwszą od 25 lat całkowicie polską produkcją Agnieszki Holland, która była głównym reżyserem serialu. Liczył 14 odcinków i był realizowany od 29 listopada 2006 do 23 kwietnia 2007.

## Twórcy
Serial reżyserowany był przez trzy polskie reżyserki: Agnieszkę Holland, jej siostrę Magdalenę Łazarkiewicz oraz córkę Kasię Adamik. Autorami scenariusza byli Dominik Wieczorkowski-Rettinger i Wawrzyniec Smoczyński. Producentami serialu byli ATM Grupa oraz Grupa Filmowa, natomiast koproducentem i właścicielem praw do serialu – Telewizja Polsat.

## Fabuła
Akcja serialu rozgrywa się we współczesnej Polsce i ukazuje kulisy polskiej sceny politycznej. Bohaterami serialu są politycy zajmujący w kraju najwyższe stanowiska państwowe: premier i prezydent oraz parlamentarzyści, ich współpracownicy i inne osoby związane ze sceną polityczną.
Fabuła serialu rozpoczyna się od poważnego kryzysu rządowego, który jest wywołany oskarżeniem urzędującego premiera (i przewodniczącego Polskiego Bloku Centrum) Henryka Nowasza o współpracę z PRL-owską Służbą Bezpieczeństwa. Kryzys rządowy doprowadza do dymisji Nowasza. Na stanowisko premiera zostaje powołany Konstanty Turski – nieznany szerzej politolog i ekonomista z Zamościa. Wkrótce pełen dobrych chęci i zapału, przekonuje się, jak trudno rządzi się państwem.

### Wątek polityczny
Serial opisuje początki rządów nowego premiera Konstantego Turskiego. Rząd tworzą dwie partie o odcieniu prawicowym: Polski Blok Centrum pod kierownictwem byłego premiera Henryka Nowasza i wicemarszałek Sejmu Krystyny Sochaczewskiej oraz Prawica dla Polski, której przewodzi marszałek Sejmu Jan Matajewicz. Partia Matajewicza odczuwa niechęć do Turskiego i stara się sabotować jego działania. Matajewicz i jego ugrupowanie ma mały wpływ na sprawy gospodarczo-społeczne. Ministrowie: rolnictwa, obrony i MSW są nominowani przez PdP. W parlamencie zasiadają jeszcze: opozycyjna Zjednoczona Lewica, radykalny Konwent Patriotyczny oraz Ludowcy.

## Odcinki
Uwaga! Tytuły odcinków podane są za wydaniem DVD serialu. W rzeczywistości poszczególne odcinki serialu nie noszą tytułów.
| #  | Tytuł                   | Data premiery DVD    | Data premiery w TV   |
| -- | ----------------------- | -------------------- | -------------------- |
| 1  | „Kryzys”                | 7 września 2007      | 13 września 2007     |
| 2  | „Najwyższy nakaz”       | 7 września 2007      | 13 września 2007     |
| 3  | „Dług i atak”           | 14 września 2007     | 20 września 2007     |
| 4  | „Życie zakładników”     | 21 września 2007     | 27 września 2007     |
| 5  | „Malowany premier”      | 28 września 2007     | 4 października 2007  |
| 6  | „Wolne media”           | 5 października 2007  | 11 października 2007 |
| 7  | „Wiem, że nic nie wiem” | 12 października 2007 | 18 października 2007 |
| 8  | „Ucieczka”              | 19 października 2007 | 25 października 2007 |
| 9  | „Dalej idziesz sam”     | 26 października 2007 | 1 listopada 2007     |
| 10 | „Honor i intuicja”      | 2 listopada 2007     | 8 listopada 2007     |
| 11 | „Tak mówi premier”      | 9 listopada 2007     | 15 listopada 2007    |
| 12 | „Powołanie”             | 16 listopada 2007    | 22 listopada 2007    |
| 13 | „Cena życia”            | 23 listopada 2007    | 29 listopada 2007    |
| 14 | „Remanent”              | 30 listopada 2007    | 6 grudnia 2007       |

## Obsada
| Aktor                   | Rola                  | Rola                                                                                            |                                                              |
| Aktor                   | Postać                | Stanowisko                                                                                      |                                                              |
| ----------------------- | --------------------- | ----------------------------------------------------------------------------------------------- | ------------------------------------------------------------ |
| Janusz Gajos            | Henryk Nowasz         | były premier oraz były lider PBC                                                                |                                                              |
| Marcin Perchuć          | Konstanty Turski      | premier RP                                                                                      |                                                              |
| Bogusława Schubert      | Krystyna Sochaczewska | liderka PBC, przyjaciółka Nowasza, wicemarszałek Sejmu                                          |                                                              |
| Andrzej Seweryn         | Julian Szczęsny       | prezydent                                                                                       |                                                              |
| Marek Frąckowiak        | Jan Matajewicz        | Szef PdP, marszałek Sejmu, przez pewien czas p.o. prezydenta                                    | Szef PdP, marszałek Sejmu, przez pewien czas p.o. prezydenta |
| Ryszard Kotys           | Krzysztof Buczek      | wicepremier, PdP                                                                                |                                                              |
| Małgorzata Zajączkowska | Halina Wolska         | minister spraw zagranicznych                                                                    |                                                              |
| Krzysztof Stroiński     | Adam Niemiec          | minister – szef Kancelarii Prezesa Rady Ministrów                                               |                                                              |
| Katarzyna Herman        | Aleksandra Pyszny     | podsekretarz stanu w Kancelarii Prezesa Rady Ministrów (szefowa gabinetu politycznego premiera) |                                                              |
| Jerzy Fedorowicz        | poseł Marcinek        | przewodniczący Zjednoczonej Lewicy                                                              |                                                              |
| Agnieszka Grochowska    | Dorota                | asystentka ministra Adama Niemca                                                                |                                                              |
| Tadeusz Chudecki        | Paweł Potulski        | jeden z liderów PBC                                                                             |                                                              |
| Marcin Bosak            | Mateusz Bonowicz      | asystent premiera                                                                               |                                                              |
| Rafał Maćkowiak         | Hubert Kowerski       | rzecznik prasowy rządu                                                                          |                                                              |
| Michał Banach           | Zygmunt Naruszewski   | przywódca Konwentu Patriotycznego                                                               |                                                              |
| Aleksandra Justa        | Paulina Turska        | żona premiera                                                                                   |                                                              |
| Wojciech Brzeziński     | Radomir               | asystent Aleksandry                                                                             |                                                              |
| Dariusz Toczek          | Bartek                | asystent Huberta                                                                                |                                                              |
| Marek Kalita            | dr Jan Guss           | doradca premiera                                                                                |                                                              |
| Katarzyna Gniewkowska   | Julia Rychter         | szef doradców premiera                                                                          |                                                              |
| Elżbieta Jarosik        | Aldona                | sekretarka premiera                                                                             |                                                              |
| Ewa Kutynia             | Marta Kołodziejczyk   | dziennikarka telewizji TVT                                                                      |                                                              |
| Wojciech Billip         | Rolicki               | mecenas                                                                                         |                                                              |
| Ryszard Radwański       | Andrzej Mochnacki     | szef protokołu dyplomatycznego MSZ                                                              |                                                              |
| Igor Michalski          | Paweł Zarzycki        | minister finansów                                                                               |                                                              |
| Michał Żurawski         | Artur                 | borowiec                                                                                        |                                                              |
| Karol Stępkowski        |                       | burmistrz Rembertowa                                                                            |                                                              |
| Jacek Mikołajczak       | Karol Mołdysz         |                                                                                                 |                                                              |
| Dariusz Dobkowski       |                       | poseł PBC                                                                                       |                                                              |
| Jerzy Moes              |                       | poseł                                                                                           |                                                              |
| Aleksander Trąbczyński  |                       | oficer ABW                                                                                      |                                                              |
| Jan Kozaczuk            |                       | dziennikarz                                                                                     |                                                              |
| Wacław Szklarski        |                       | ambasador Włoch                                                                                 |                                                              |
| Marcin Dorociński       | Krzysztof Tobiasz     |                                                                                                 |                                                              |
| Borys Szyc              | Ludwik Bodry-Barański | neonazista                                                                                      |                                                              |
| Maciej Kozłowski        | Arkadiusz Stoch       | biznesmen                                                                                       |                                                              |

Gościnnie
- Dominik Bąk – lotniarz
- Diana Kadłubowska – dziennikarka „Divy”
- Artur Łodyga – spiker
- Piotr Rękawik – pan od nafty
- Ksawery Szlenkier – kamerzysta

Źródło.

## Kampania promocyjna
16 sierpnia 2007 ruszyła kampania promocyjna serialu, realizowana wspólnie przez telewizję Polsat oraz Gazetę Wyborczą. Kampania wystartowała pod hasłem „Oni będą rządzić jesienią”. Składała się na nią: reklama radiowa, prasowa i telewizyjna oraz outdoor. Poza tym w ramach Biblioteki Gazety Wyborczej 7 września 2007, czyli tydzień przed premierą telewizyjną serialu, wydane zostało DVD z dwoma pierwszymi odcinkami serii. Poza powyższymi formami promocji, w wyniku współpracy Polsatu ze spółką Agora, portal internetowy Gazeta.pl uruchomił oficjalny serwis internetowy serialu. Mimo tak rozbudowanej kampanii promocyjnej serial nie spotkał się z dużym zainteresowaniem widzów, o czym świadczy niska oglądalność, malejąca z odcinka na odcinek.

## Oglądalność
| Nr      | Data       | Start    | AMR       | SHR%   |
| ------- | ---------- | -------- | --------- | ------ |
| 1.      | 13.09.2007 | 21:05:08 | 2 091 386 | 15,76% |
| 2.      | 13.09.2007 | 22:21:09 | 1 302 597 | 15,42% |
| 3.      | 20.09.2007 | 21:06:33 | 1 698 538 | 12,49% |
| 4.      | 27.09.2007 | 21:07:52 | 1 456 041 | 11,22% |
| 5.      | 04.10.2007 | 21:08:01 | 1 528 979 | 11,77% |
| 6.      | 11.10.2007 | 21:05:01 | 1 187 434 | 8,96%  |
| 7.      | 18.10.2007 | 21:07:38 | 1 195 951 | 8,93%  |
| 8.      | 25.10.2007 | 21:06:17 | 1 051 454 | 7,65%  |
| 9.      | 01.11.2007 | 21:05:42 | 1 367 748 | 9,62%  |
| 10.     | 08.11.2007 | 22:07:51 | 853 748   | 8,34%  |
| 11.     | 15.11.2007 | 22:09:00 | 836 670   | 8,58%  |
| 12.     | 22.11.2007 | 22:10:08 | 785 371   | 7,74%  |
| 13.     | 29.11.2007 | 22:09:14 | 844 659   | 8,37%  |
| 14.     | 06.12.2007 | 22:07:03 | 919 397   | 8,64%  |
| Średnia | Średnia    | Średnia  | 1 222 689 | 10,28% |

Źródło.